# Ernie Bot
Ernie Bot（アーニー・ボット、中: 文心一言）は、百度が開発した人工知能チャットボット。2023年8月31日に一般公開され、ユーザー数は4500万人を超えている。
言語モデルの多くはChatGPTに類似している。

## 歴史
百度は2019年から数十億ドル規模の資金を投じ、AIの研究開発を進めていた。
2023年3月16日、百度はAIチャットボット「文心一言（Ernie Bot）」を発表し、同日より招待された一部のユーザーに開放した。企業は百度のクラウドプラットフォームを通じて、Ernie Botを自社製品に埋め込む申請が可能だった。
2023年3月27日、顧客にエンタープライズレベルでサービスをワンストップ提供する大規模言語モデル「文心千帆」を発表した。
2023年6月27日、百度は最新版であるErnie Bot 3.5が、総合的な能力スコアでChatGPTを上回ったことで、GPT-4上の複数の中国語機能で良好なパフォーマンスを発揮したと述べた。
2023年8月31日、中国政府からの承認を得て、Ernie Botは一般公開された。
2023年10月17日、百度はErnie Bot 4.0を発表し、オープンベータテストを開始。

## サービス
中国語と英語に対応する。
Ernie Bot 3.5は無料で、Ernie Bot 4.0はプロフェッショナルプランのサブスクリプションとなっている。

## 検閲
Ernie Botは中国のネット検閲の対象になっている。六四天安門事件などのタブーな質問に対しては、中国政府公認の回答が返ってくるか、回答を拒否することがある。